# 아베하르
아베하르(Abejar)는 스페인 카스티야이레온 지방의 주인 소리아주의 도시이다.